# Cangrande II della Scala

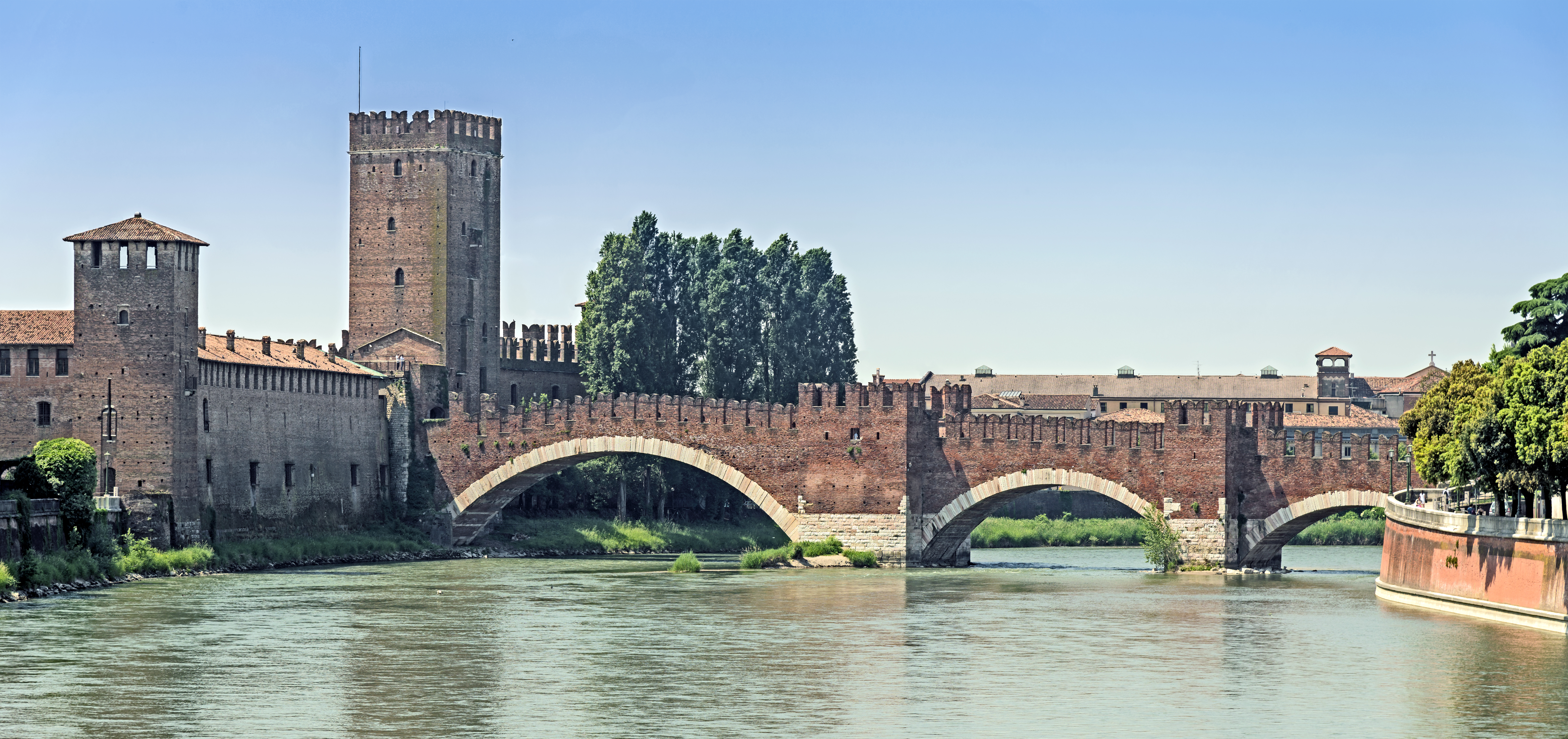
Le pont Scaliger, construit pour permettre de quitter le Castelvecchio (à droite) et de gagner les Alpes.

Canfrancesco della Scala, plus connu sous le nom de Cangrande II della Scala et surnommé par les Véronais Can Rabbioso, « le Chien enragé », (1332-1359) est un homme politique italien du XIVe siècle, membre de la dynastie scaligère.
Arrivé au pouvoir en 1351 à la mort de son père Mastino II, il hérite d'une seigneurie dont les possessions ont été considérablement réduites par les errements politiques et militaires de la génération précédente.
Peu porté à la guerre, inconstant dans sa politique extérieure, il est sérieusement menacé, en 1354, par le soulèvement organisé par Fregnano, un bâtard de Mastino II.
Après cette alerte, il fait construire à Vérone, pour se mettre en sécurité au milieu d'une population dont il se méfie, le Castelvecchio, qu'il relie à la rive nord de l'Adige par un pont qui lui permet de s'enfuir dans l'éventualité d'une nouvelle insurrection.
Tyrannique vis-à-vis de sa famille, il est assassiné le 14 décembre 1359 par Cansignorio qui lui succède seul, après avoir fait emprisonner leur frère cadet Paolo Alboino.

## Accession au pouvoir
Après avoir dissipé les douze dernières années de sa vie en intrigues brouillonnes et inutiles, le 3 juin 1351, Mastino II meurt après une brève maladie, à l'âge de 43 ans. Il laisse derrière lui sa veuve, Taddea, et six enfants : trois filles et trois fils légitimes : Canfrancesco (connu par la suite sous le nom de Cangrande, deuxième du nom), Cansignorio et Paolo Alboino. Son frère Alberto est encore vivant et pourrait lui succéder mais il a pris si peu de part à la seigneurie que le peuple, assemblé le 4 juin 1351 sur la piazza delle Erbe, proclame les trois fils de Mastino co-seigneurs de Vérone. De fait, seul Cangrande exerce le pouvoir, son frère Cansignorio n'étant âgé que de onze ans et Paolo Alboino encore un bambin. Alberto, qui a donné son accord à la succession, se retire alors définitivement de la vie publique et meurt le 24 septembre 1352.
Quand il arrive au pouvoir, Cangrande II n'a qu'une vingtaine d'années, mais il a déjà livré quelques combats aux côtés de son père et de son oncle. Contrairement à ces derniers, il n'est pas attiré par la guerre et mène une vie de plaisirs qui lui attire l'antipathie des Véronais.

## Politique extérieure
Très influençable, Cangrande II conduit, pendant les huit années où il se trouve à la tête de Vérone, une politique extérieure opportuniste et brouillonne. À ses débuts, Jean Visconti parvient à l'éloigner de la ligue qui s'est créée contre Milan. Il reste en bons termes avec Venise et Ferrare. À l'automne 1353, quand Gênes se soumet volontairement à Milan, il adhère à la ligue nouvellement formée contre les Visconti et regroupant Venise, Ferrare, Faenza et Padoue, rejointes, en mars 1354, par Charles de Bohème. Cangrande, brièvement raccommodé avec Milan dans l'intervalle, et prêt à attaquer Mantoue, se laisse convaincre de reprendre du service auprès de la coalition, dans laquelle il côtoie les Gonzague, ses adversaires de la veille. Quand Charles de Bohème fait finalement son entrée en Italie le 4 novembre 1354, pour y être couronné Empereur, Cangrande obtient qu'il lui confère le vicariat de Vérone et de Vicence (que son père Mastino II avait reconnu comme une prérogative papale).

## Politique intérieure
À son arrivée aux affaires, Cangrande congédie les conseillers de son père, supprime les nombreuses pensions accordées aux exilés qui fréquentent Vérone, réduit le train de vie de la cour pour se concentrer sur ses dépenses personnelles. Il semble qu'il ait cherché à créer une taxe foncière sur les propriétés agricoles, nouveauté absolue dans les domaines des Scaliger et, en conséquence extrêmement impopulaire.
Comme ses prédécesseurs, Cangrande II prend soin de ses relations avec le clergé local : il fait terminer l'église S. Dionigi, à Vérone, finance largement celle de San Agostino à Vicence, fait don aux sœurs clarisses d'un terrain sur le Campo Marzo.

## Insurrection de Fregnano
L'événement le plus marquant de l'époque de Cangrande II reste le soulèvement de Vérone en février 1354.
Le 14 du mois, Cangrande quitte la ville, avec son frère Cansignorio et une escorte de notables, pour rendre visite à son beau-frère à Bolzano. Il laisse Vérone à la garde d'Azzo da Coreggio. Il y laisse aussi Fregnano, le fils naturel préféré de Mastino II, qu'il n'a eu de cesse d'humilier depuis la mort de leur père. Fregnano a secrètement préparé le terrain et s'est assuré du soutien des Gonzague, d'Azzo da Coreggio et de Pietro dal Verme, hommes de confiance de Cangrande. Dès que ce dernier a quitté la ville, il ordonne aux mercenaires qui y tiennent garnison de faire une sortie pour parer à la présence, à proximité de Vérone, de troupes milanaises. Le 17 février, les mercenaires éloignés, Fregnano annonce publiquement que Cangrande a été assassiné sur la route de Bolzano, produisant, à l'appui de ses dires, des faux portant le sceau des Scaliger. Il est acclamé par la foule et accepte d'exercer le pouvoir au nom de Cansignorio, absent, et de Paolo Alboino, mineur. L'anarchie s'empare de la cité, les documents fiscaux sont brûlés, les prisons ouvertes. Il faut l'intervention des troupes mantouanes pour restaurer l'ordre après plusieurs jours d'émeutes. Fregnano est alors formellement investi des pouvoirs sur Vérone en tant que capitaine et podestat des marchands, les deux charges dont le cumul définit, depuis le début de la dynastie scaligère, le titulaire de la seigneurie.
Pendant le soulèvement, les Visconti jouent un jeu ambigu. Leur présence dans les parages a permis à Fregnano de se débarrasser des mercenaires, mais le 24 février, ils lancent une attaque sur les portes ouest de Vérone, au moment où, averti par le gouverneur de Vicence, Cangrande tourne bride. Le 25 février, il est sous les murs de Vérone, qu'il attaque par l'est. Il emporte la porta di Campo Marzo puis le ponte delle Navi. Les insurgés se débandent, Fregnano se noie dans l'Adige, et une répression féroce s'abat sur la ville. Cangrande entre dans un accès de fureur qui dure plusieurs jours et lui vaut son surnom de « Can rabbioso » (le Chien enragé). Les décapitations succèdent aux pendaisons, le corps de Fregnano, sorti de l'Adige, est exposé nu en place publique et les insurgés qui ont cherché refuge hors de la ville sont pourchassés et exécutés.
L'insurrection une fois écrasée, Cangrande se montre par contre étonnamment clément vis-à-vis de la population de Vérone. il estime en effet qu'elle a été trompée par les documents produits par Fregnano pour apporter la preuve de sa mort. Il hésite également sur le comportement à adopter vis-à-vis des Milanais, qui lui affirment qu'ils ne sont intervenus que pour le soutenir
À la suite du soulèvement, Cangrande entame une nouvelle phase de son règne : il fait construire, sur la rive droite de l'Adige et en bordure de la cité, une forteresse, le Castelvecchio, qu'il fait relier à l'autre rive par un pont (le pont des Scaliger) lui permettant de quitter la ville par le nord en cas de rébellion. N'ayant pas eu de descendant de sa femme Elisabeth de Bavière, qu'il a épousée en 1350, il tente d'organiser l'avenir de ses trois bâtards, déposant des fonds à leur attention à Venise, envisageant de leur transmettre la seigneurie, puis plaçant deux d'entre eux au chapitre de la cathédrale

## Assassinat et succession
Cangrande se comporte, vis-à-vis de sa mère et de ses frères, comme un véritable tyran domestique. Le 14 septembre 1359, alors qu'il se rend chez sa maîtresse, il est pris à partie par son frère Cansignorio qui le tire à bas de son cheval et l'assassine. Le meurtrier, terrifié par son propre geste, se réfugie à Padoue. Mais le peuple, soulagé par la mort de Cangrande, réclame l'assassin à cor et à cri. Il revient à Vérone le 17 décembre pour y être proclamé, avec son frère Paolo Alboino, co-seigneur de Vérone à vie. Pour la première fois dans l'histoire de la cité, il est même décidé que leurs descendants hériteront du titre.

## Généalogie
| • L'échelle porte4 ou 5 barreaux.  |  | Blasons• Variante avec chiens affrontés.  |  | • Variante avec aigle impériale. |
| • L'échelle porte 4 ou 5 barreaux. |  | Blasons • Variante avec chiens affrontés. |  | • Variante avec aigle impériale. |